# Pentopetia grevei
Pentopetia grevei är en oleanderväxtart som först beskrevs av Bail., och fick sitt nu gällande namn av Venter. Pentopetia grevei ingår i släktet Pentopetia och familjen oleanderväxter. Inga underarter finns listade i Catalogue of Life.